# Smithiogaster volvoagaricus
Smithiogaster volvoagaricus är en svampart som beskrevs av J.E. Wright 1975. Smithiogaster volvoagaricus ingår i släktet Smithiogaster och familjen Agaricaceae.   Inga underarter finns listade i Catalogue of Life.